# ヌギル＝コーラス
ヌギル＝コーラス(Ngyr-Khorath)は、クトゥルフ神話に登場する架空の神性。ウォルター・C・デビルJrの作品で言及される。
デビルJrは、クトゥルフ神話の影響を受けた独自のムランドス神話を創造した。その後、ムランドス神話の神々が大手のクトゥルフ神話の方に逆輸入されるという現象が起こっている。

## 概要
狂える神。非物質存在と言われる。太陽系誕生以前から静寂と暗黒の宇宙空間で眠り、夢見ていた存在。太陽と諸惑星が誕生した時、夢は邪悪なものに変貌し、地球に命が芽生えた時に狂い、命も太陽も諸惑星も全て破壊しようと想うようになったと言う。
ヌギル＝コーラスが自身の意思を反映させる存在として造った変幻自在の有機体イムナールは、この神の代行者として今日も地球の何処かで暗躍している。

## 関連する神性
ムランドスとムリルソーリオン（Mlandoth and Mril Thorion）
暗黒のムランドスと光のムリルソーリオン。原初の二神。ヌギル＝コーラスなどを産み落とした。
名前はクラーク・アシュトン・スミスが創造したもの。ムランドス神話の名称はムランドスに由来する。
イムナール（'Ymnar）
ヌギル＝コーラスが産んだ神。ヌギル＝コーラス意思を代行して動く。
異名は〈闇の追跡者／The Dark Stalker〉〈地球の知的生命体を誘惑するもの／Seducer of Earthly intelligences〉。
ヌギル＝コーラスのイムナールの関係は、既存神話のアザトースとナイアーラトテップの関係に相当する。
パイゴン（Paighon）
ヌギル＝コーラスの敵対者。旧神または旧支配者。
イドーラ（Yidhra）
ムランドス神話の有名な神。女神。クトゥルフ神話TRPGに取り込まれている。